# Robert Gascoyne-Cecil, 7:e markis av Salisbury
Robert Michael James Gascoyne-Cecil, 7:e markis av Salisbury, född den 30 september 1946, är en brittisk konservativ politiker.  
Han var ledamot av underhuset 1979–1987 och överhuset 1992–2001 (genom en writ of acceleration).
Markis av Salisbury blev han efter faderns död den 11 juli 2003. Dessförinnan var han känd som viscount Cranborne från 1972. Premiärminister Robert Gascoyne-Cecil, 3:e markis av Salisbury var hans farfars farfar.